# Heggodlu, Mudigere
Heggodlu là một làng thuộc tehsil Mudigere, huyện Chikmagalur, bang Karnataka, Ấn Độ.